# DR-Baureihe 44
Die Lokomotiven der Baureihe 44 der Deutschen Reichsbahn waren schwere, fünffach gekuppelte Güterzug-Einheitsdampflokomotiven der Gattung G 56.20 mit Drillingstriebwerk. Sie waren vorgesehen für die Beförderung von Güterzügen bis 1.200 Tonnen auf Mittelgebirgsstrecken und 600 Tonnen über Steilrampen. Zwei Lokomotiven konnten in der Ebene bis zu 4.000 Tonnen schwere Erzzüge schleppen.

## Geschichte
Die ersten zehn Exemplare wurden 1926 gebaut. Diese Maschinen hatten einen etwas höheren Dampfverbrauch als die zu Vergleichszwecken parallel beschafften ersten zehn Exemplare der mit einem Zwillingstriebwerk ausgerüsteten Baureihe 43. Erst 1937 wurden weitere Exemplare beschafft, da die zwischenzeitlich gestiegenen Anforderungen der Zugförderung besser mit dem Drillingstriebwerk bewältigt werden konnten. Zwischen 1926 und 1949 wurden insgesamt 1.989 Lokomotiven hergestellt. Vor dem Krieg gab es schon 250 bis 350 Exemplare. Wie ihre Verwandten der Baureihen 50, 52 und 42 wurde sie also gerade während des Krieges in großen Stückzahlen gebaut, um die zahllosen Züge mit immer höheren Zuggewichten befördern zu können. Bei der DB wurde sie neben der Baureihe 50 nach dem Zweiten Weltkrieg zur Standardgüterzuglok. Allerdings sank ihr Stern wesentlich schneller als jener der Baureihe 50. Bereits Anfang der 1960er-Jahre waren nur noch etwas mehr als 600 Maschinen im Bestand der DB. In Ostdeutschland bei der DR teilte sie denselben relativ niedrigen Lokbestand mit der Baureihe 50.
Während des Zweiten Weltkrieges wurde die Konstruktion ab 1942 kriegsbedingt vereinfacht („entfeinert“) und die so gebauten Exemplare wurden als Baureihe 44ÜK (Übergangskriegslokomotive) ausgeliefert. Dabei kamen hauptsächlich Heimstoffe zum Einsatz; Bauteile wurden in Herstellung und Ausführung vereinfacht oder ganz weggelassen. Die ÜK-Lokomotiven hatten keine Windleitbleche mehr, die ab 44 013 Standard gewesen waren, und anstelle der vorderen Führerstandsseitenfenster waren deren Plätze zugeschweißt. Ab der Betriebsnummer 44 786 entstanden vermutlich alle Maschinen in vereinfachter Ausführung. Bei den nach Kriegsende eingesetzten Loks wurden die Vereinfachungen später größtenteils beseitigt.

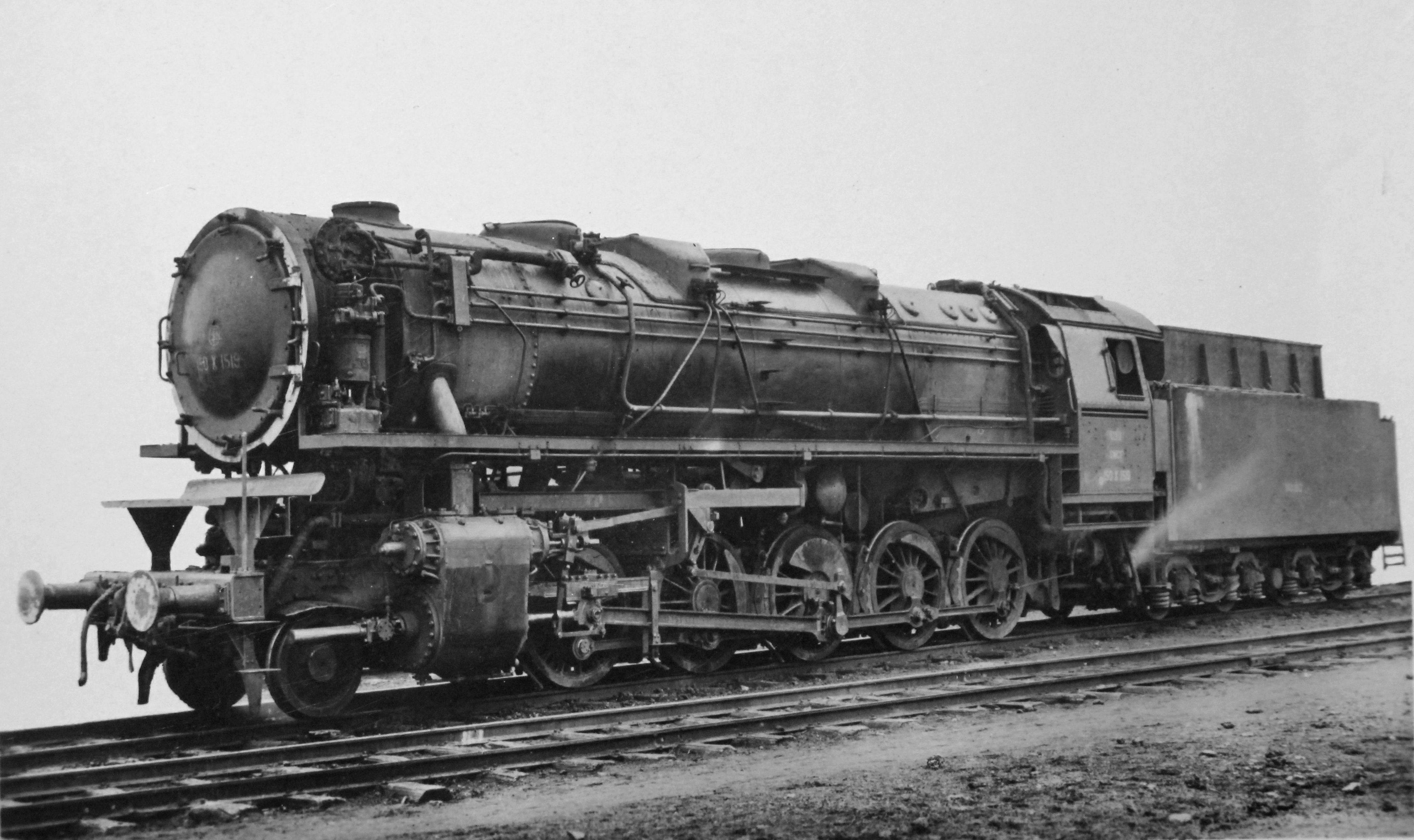
SNCF 150 X 1519

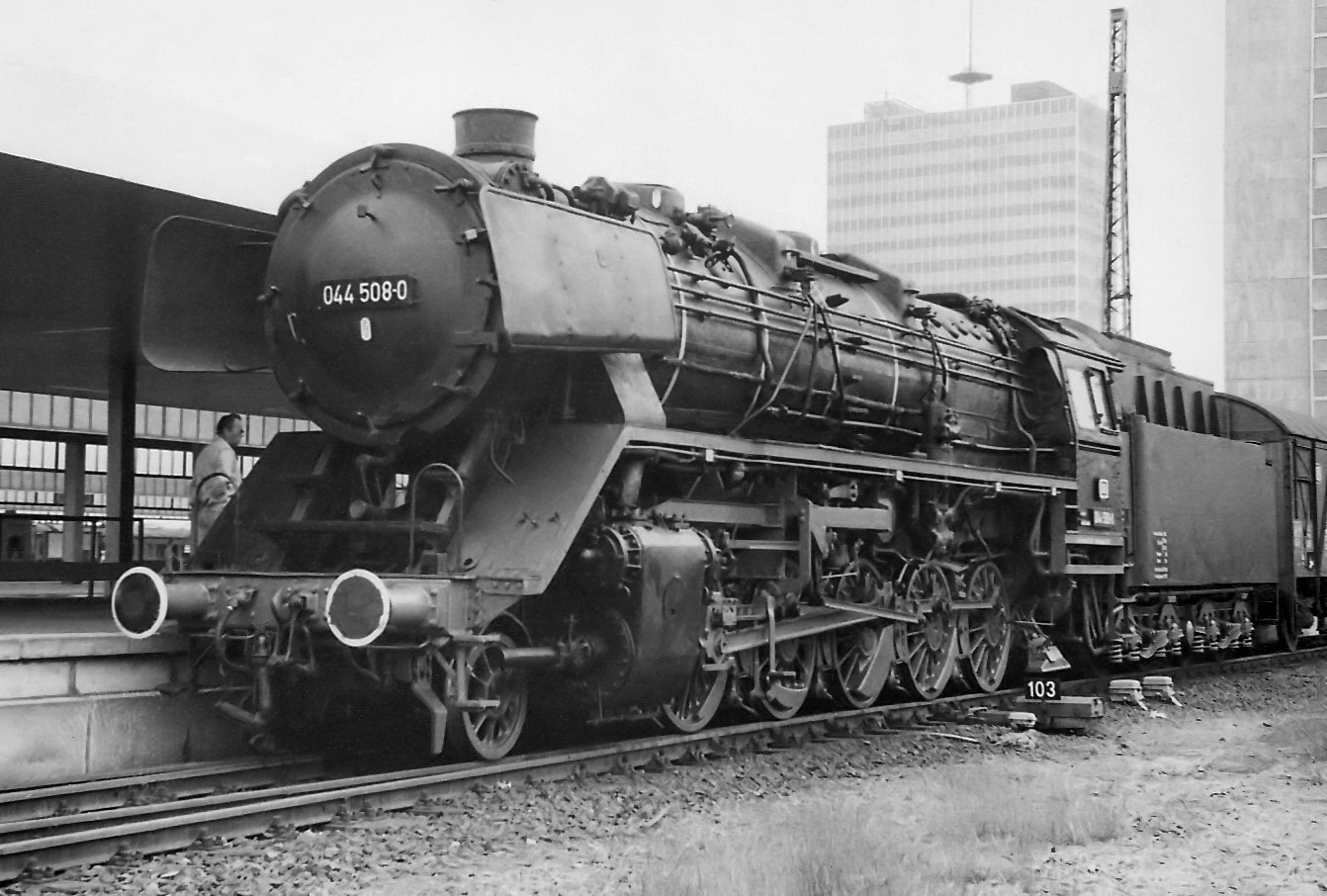
044 508 am Essener Hauptbahnhof

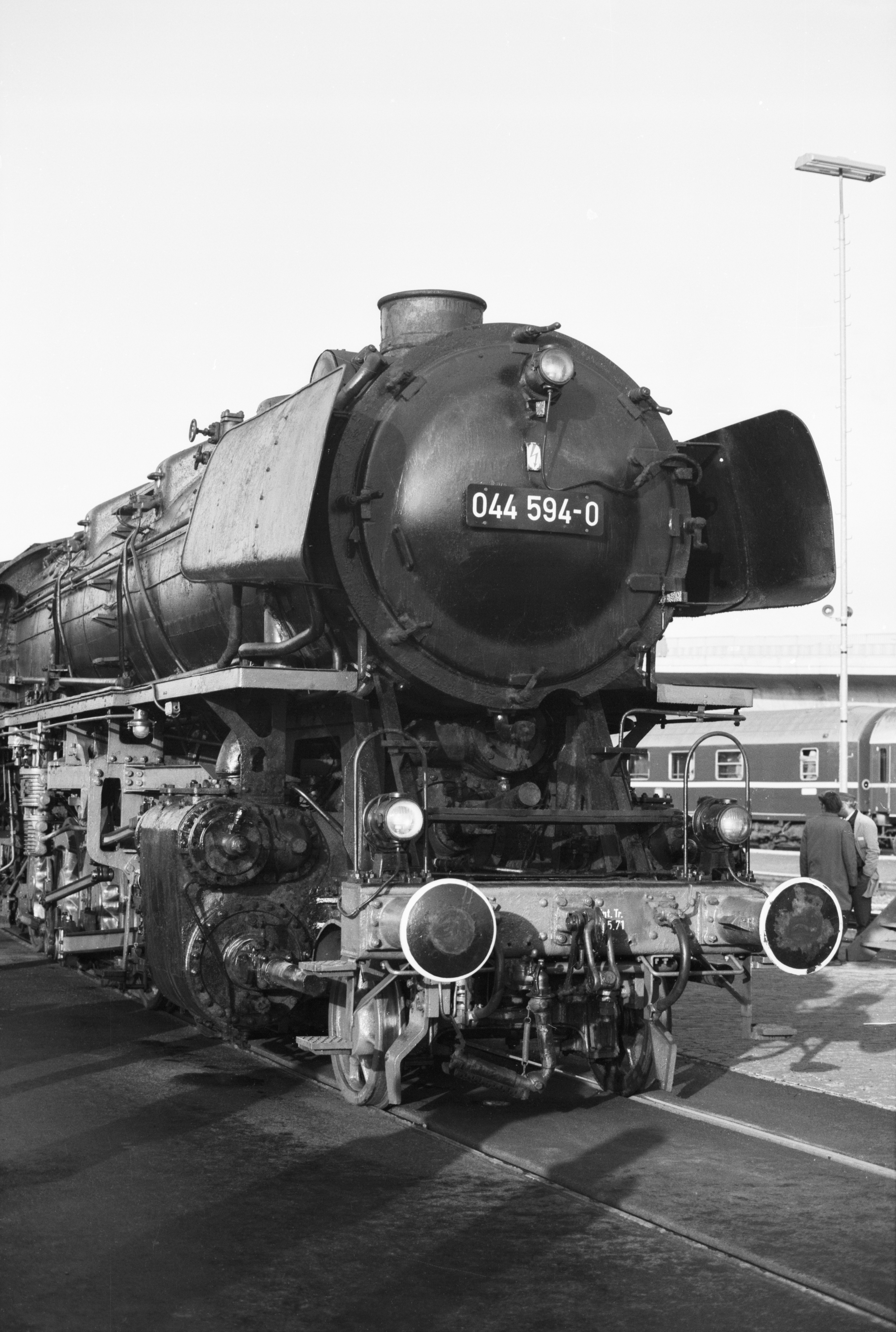
044 594 im Rangierbahnhof Maschen 1975

Nach dem Zweiten Weltkrieg verblieben die 1753 für die DR gebauten Lokomotiven der Baureihe 44 bei folgenden Bahnverwaltungen:
- 1.242 Stück: Deutsche Bundesbahn (DB, ab September 1949)
- 335 Stück: Deutsche Reichsbahn (DR)
- 67 Stück: Polskie Koleje Państwowe (PKP)
- 3 Stück: Československé státní dráhy (ČSD)
- 11 Stück: Österreichische Bundesbahnen (ÖBB)
  - weitere 5 Stück: ÖBB (T), Beutegut der sowjetischen Besatzungsmacht
- 14 Stück: Société nationale des chemins de fer français (SNCF) (als Baureihe 150 X bezeichnet)
- 1 Stück: Nationale Gesellschaft der Belgischen Eisenbahnen (SNCB)
- 74 Stück: Verbleib unbekannt

Da zu Kriegsende die Produktion der Baureihe 44 in französischen Werken konzentriert war, wurden nach Abzug der deutschen Besatzer weitere 226 Lokomotiven direkt an die SNCF abgeliefert. Weitere zehn Exemplare wurden 1948/49 unter Verwendung von Kesseln von Frichs in Aarhus beim Lokomotivbau Elektrotechnische Werke „Hans Beimler“ Hennigsdorf für die DR fertiggestellt.
Die Österreichischen Bundesbahnen (ÖBB) gaben 1952 neun Maschinen an die Deutsche Bundesbahn (DB) ab. Die DB übereignete der französischen Staatsbahn (SNCF) als Reparationsleistung mindestens 291 Maschinen. Dabei handelte es sich vorwiegend um in Frankreich gebaute Lokomotiven. Die SNCF verkaufte 1955 wiederum 48 Maschinen an die türkische Staatsbahn TCDD (dort als Baureihe 56 eingereiht).
In Polen reihten die Polskie Koleje Państwowe (PKP) 132 Maschinen als Ty4 in ihren Bestand ein.
Umfangreichere Modifikationen wurden bis in die 1960er Jahre bei der Bundesbahn an den Maschinen nicht vorgenommen, sieht man vom Ersatz der Wagner-Windleitbleche durch solche der Bauart Witte ab. 1964 und 1965 wurden dann über sechzig Maschinen auf Ölfeuerung umgebaut. Die Ausmusterung begann 1970 und wurde 1977 abgeschlossen.
Bis zur Ablösung durch moderne Diesel- und Elektrolokomotiven waren die Maschinen der Baureihe 44 das Rückgrat des schweren Güterzugdienstes in Deutschland.
Die deutschen Eisenbahner nannten die Baureihe 44 wegen ihrer Zugkraft auch „Jumbo“. Erst die von der Deutschen Reichsbahn zwischen 1958 und 1962 rekonstruierten Lokomotiven der Baureihe 58.30 reichten im Flachland an das Leistungsniveau der Baureihe 44 heran. Beide konnten in der Ebene 2.400 Tonnen Zuglast mit 50 km/h schleppen. Auf bergiger Strecke wurden die 58.30 dann jedoch wegen ihres niedrigeren Achsdrucks wieder von der 44 übertroffen. Die wenigen Maschinen der Baureihe 45 hatten eine höhere Endgeschwindigkeit und Leistung, verfügten aber über eine geringere Zugkraft. Während die 44 über 2.000–2.100 PS verfügte, leistete die 45 2.800 bis über 3.000 PS. Die letzten Exemplare der 45 bei der DB ersetzten auch gelegentlich die 44 bei zu schweren Güterzügen. Diese beiden Baureihen waren die größten und stärksten Dampflokomotiven, die in Deutschland beschafft wurden.

## Aufbau

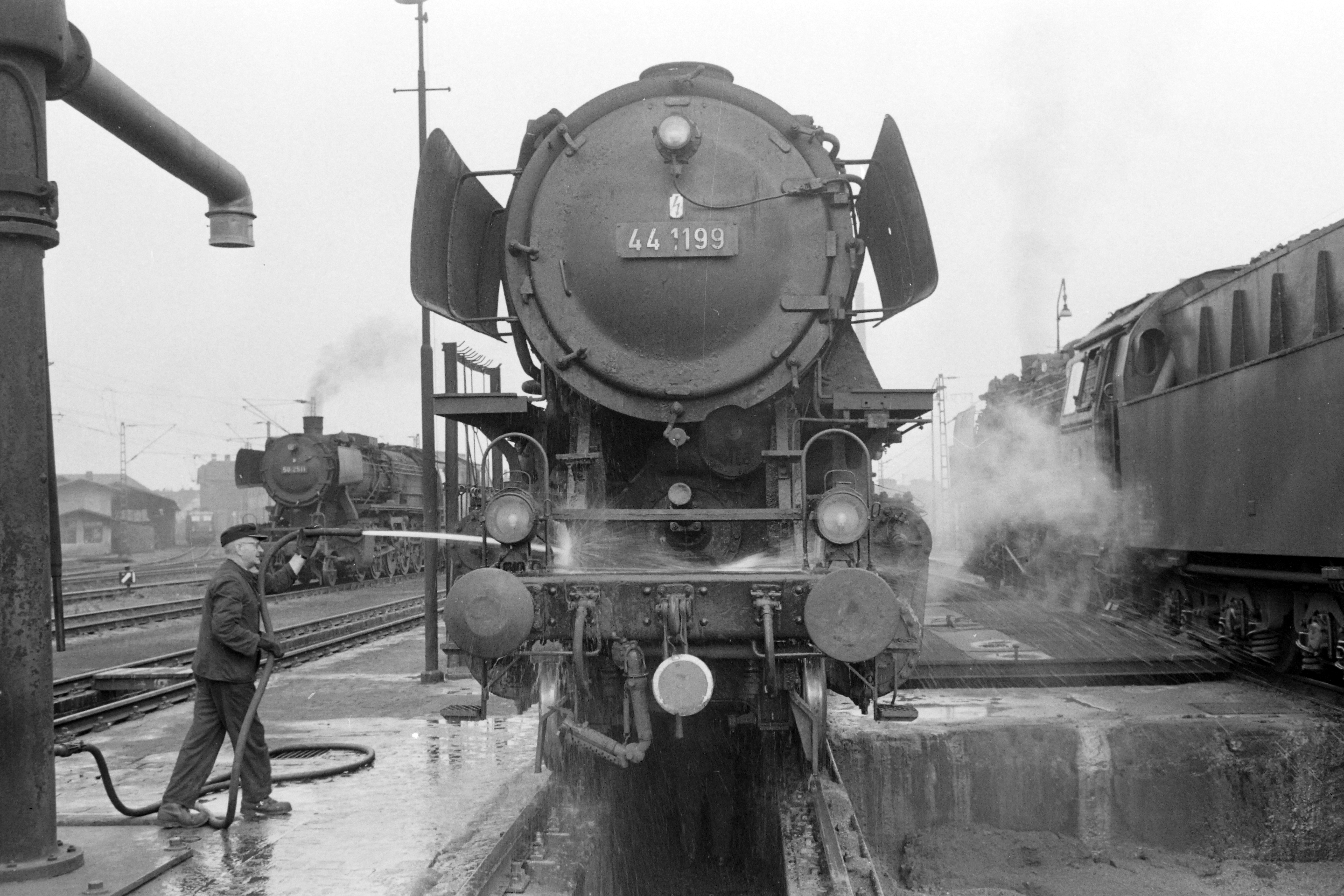
44 1199, dahinter die 50 2511

Die Höchstgeschwindigkeit der Serienausführung beträgt 80 km/h, die Vorserie (44 001 bis 44 010) war nur für 70 km/h zugelassen. Sie ist als Drei-Zylinder-Lok mit zwei äußeren und einem in der Fahrzeugmitte unterhalb des Kessels liegenden Zylinder ausgeführt. Die Baureihe 44 verfügt nur über einfache Dampfdehnung, also kein Verbundtriebwerk. Die äußeren Zylinder arbeiten auf den dritten, der innere auf den zweiten Kuppelradsatz, der mit einer gekröpften Achswelle ausgerüstet ist.
Als Tender wurden hauptsächlich die Einheitsbauarten 2’2’ T 32 und 2’2’ T 34 verwendet. Selten waren Kurztender der Bauart 2’2 T 30 (vor allem Vorserienloks) oder Versuchswannentender der Bauart 2’2’ T 34. Bei der DR herrschte bis Ende der 1960er-Jahre ein Mangel an modernen Einheitstendern, weil auch die Rekoloks der Baureihe 22 und Baureihe 58.30 damit ausgerüstet werden sollten, weshalb etliche Loks der Baureihe 44 mit preußischen Umbautendern 2’2’ T 32 (entstanden aus pr 2’2’ T 31,5) liefen. Schon bei der Indienststellung der Loks der Baureihe 44 waren viele neue 2’2’ T 34 sofort gegen ältere Einheitstender getauscht worden, da die großen Tender bei Schnellzugloks dringender gebraucht wurden. Alle Typen fassen zehn Tonnen Kohle.
Lokomotiven mit Ölfeuerung liefen ausschließlich mit Tendern 2’2’ T 34. Bei der DB fasste der Öltank 11,2 Kubikmeter, bei der DR konnte mit 13,5 Kubikmeter in der Regel etwas mehr Brennstoff mitgeführt werden.
Die Kohlenstaubtender für die Baureihe 44 waren durch Umbau überwiegend aus den Wannentendern der Bauart 2’2’ T 30 und den großen Einheitstendern der Bauart 2’2’ T 34, selten auch aus den genieteten 2’2’ T 32 entstanden. Zunächst hatte man nur eine große Kohlenstaubkammer eingebaut, doch gab es teilweise Probleme mit der vollständigen Entladung des Brennstoffs. Daher wurden später nur noch Dreikammertender gebaut. Sie hatten zwar einen etwas kleineren Wasservorrat, doch konnte der mitgeführte Kohlenstaub zuverlässig vollständig verfeuert werden. Die gebräuchlichsten Bauarten waren der Wannentender 2’2’ T 24 Kst mit 21 m³ Kohlenstaub und der geschweißte 2’2’ T 28 Kst mit 23 m³ bzw. zehn Tonnen Kohlenstaub.

## Ausführungen

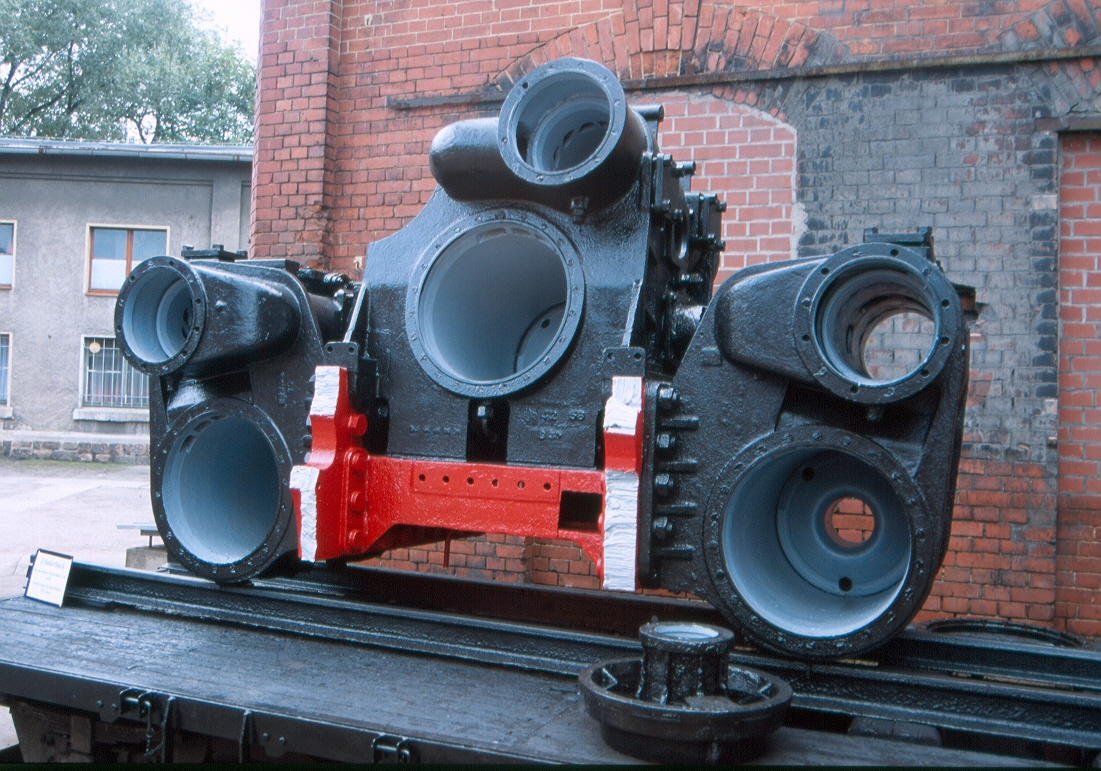
Zylinderblock der Baureihe 44, rot gestrichen: ein Abschnitt des Barrenrahmens

### Ölhauptfeuerung
Die Baureihe 44 hatte einen hohen Dampf- und somit auch Kohlenverbrauch. Um die Arbeit zu vereinfachen und die Leistung konstantzuhalten, wurden ab 1958 bei der DB 36 Loks und ab 1963 bei der Deutschen Reichsbahn 97 Loks auf Ölhauptfeuerung umgebaut. Bei der Ölhauptfeuerung wird das zähe, im kalten Zustand fast feste Schweröl im Tender auf circa 70 °C vorgewärmt, damit es fließfähig wird, durch einen Dampfstrahl im Brennraum zerstäubt und dann verbrannt.
Die 44 474 wurde 1955 als erste DB-Lokomotive bei Henschel auf Ölhauptfeuerung umgebaut. Mit ihr wurden Versuchsfahrten unternommen, die zu Detailverbesserungen führten. 1958 erhielt auch die 44 1131 eine Ölhauptfeuerung. Bis 1960 wurden 30 Lokomotiven im AW Braunschweig ebenfalls umgebaut. Noch vier weitere Lokomotiven wurden 1966 aus einer Unfalllok und 1973 mit Teilen bereits ausgemusterter Lokomotiven mit Ölhauptfeuerung versehen.
Die ölgefeuerten Lokomotiven der DB führten im neuen EDV-gerechten Nummernschema ab 1968 bis zur Ausmusterung die Baureihenbezeichnung 043. Diese Baureihennummer war bei der DB frei, da alle Fahrzeuge der ursprünglichen DR-Baureihe 43 nun zum Bestand der DR gehörten. Die Maschinen mit Rostfeuerung erhielten die Baureihenbezeichnung 044.

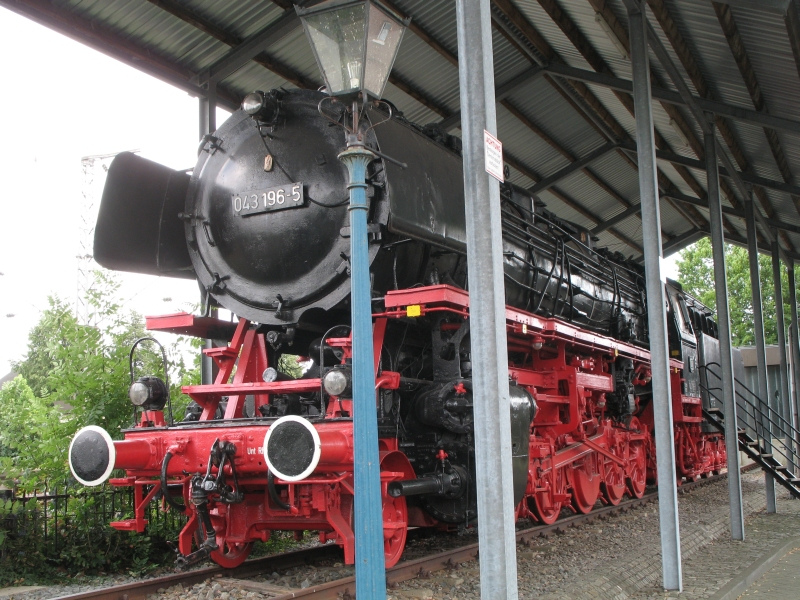
DB 043 196-5 als Museumslok in Salzbergen; eine weitere Lok befindet sich in Emden

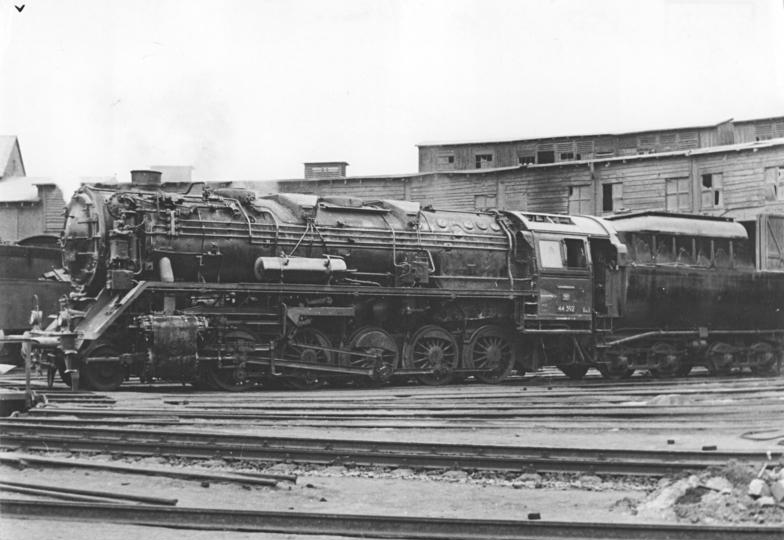
Auf Kohlenstaubfeuerung umgebaute 44 392 der Reichsbahn (1952)

### Kohlenstaubfeuerung
Die Deutsche Reichsbahn baute 22 Lokomotiven auf Kohlenstaubfeuerung nach dem System Wendler um. Diese bewährte sich gerade auf den Rampen des Thüringer Waldes durch punktgenaue Feuerung. Ein Umbau weiterer Lokomotiven aber unterblieb – unter anderem weil man Investitionen in weitere teure stationäre Anlagen zur Kohlenstaubversorgung der Loks scheute – zugunsten einer Ölhauptfeuerung, welche einen freizügigeren Umlauf ermöglichte. Auch bei der DR unterschied man in den 1970 eingeführten EDV-Nummern nach Feuerungsart: Ölloks erhielten die Nummern 44 0, Kohleloks 44 1 und 44 2 und Kohlestaubloks 44 9.

### Einsätze und Rückbau

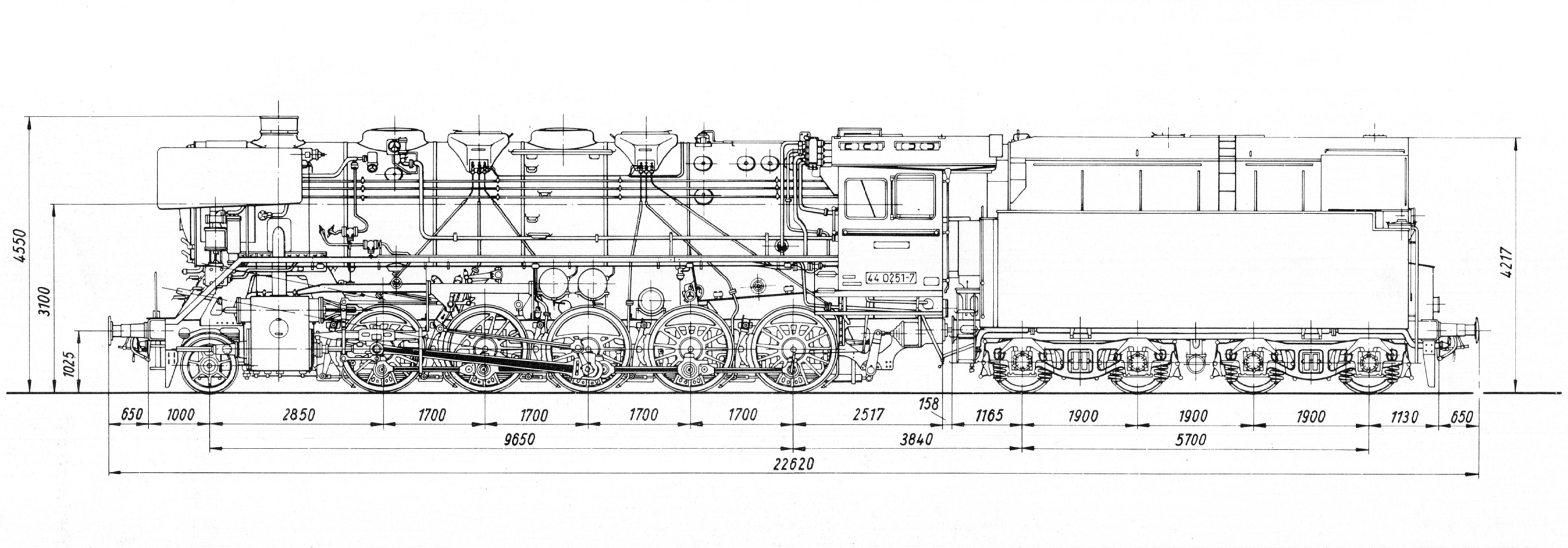
Ausschnitt einer technischen Zeichnung der Dampflokomotive Nummer 44 0251-7 der Deutschen Reichsbahn

Bei der DB konnten sich kohle- und ölgefeuerte Loks fast gleich lang im Betrieb halten. Die letzte kohlegefeuerte Lokomotive der Baureihe 44 wurde im Mai 1977 im Bw Gelsenkirchen-Bismarck ausgemustert. Als letzte Leistung beförderte 043 903-4 am 26. Oktober 1977 für das Neubauamt Nord den Zug 81453 (bestehend aus einem Hilfszug-Gerätewagen) von Oldersum nach Emden Rbf; es war gleichzeitig die letzte planmäßig mit Dampflok beförderte Zugleistung der Deutschen Bundesbahn.
Bei der DR spielten die Kohlelok, bedingt durch die Elektrifizierung ihrer Haupteinsatzstrecken in Thüringen und Sachsen und den Ersatz durch Großdieselloks der Baureihe V 200 und später Baureihe 130, schon bei Einführung der EDV-Nummern 1970 im Betriebsdienst kaum noch eine Rolle. Als allerletzte wurde die Altenburger 44 2082-4 (44 082) im August 1974 abgestellt. Ab November 1974 konnte man im Betrieb auch auf die letzte Kohlenstaublok dieser Baureihe verzichten.
Eigentlich war geplant, mit den 44-Öl wie bei der DB die Traktionsumstellung abzuschließen, aber seit 1979 konnte man das schwere Bunkeröl weiter aufspalten; es war also kein Abfall mehr. Als dann die Sowjetunion im Zuge der zweiten Ölkrise 1981 die Rohölpreise nochmals deutlich erhöhte und vor allem die Liefermengen kürzte (mittlerweile hatte man dort mitbekommen, dass die DDR Erdölprodukte zur Aufbesserung der Devisenbilanz in den Westen verkaufte), hatte es auch Auswirkungen auf den Betrieb der Baureihe 44. Im Januar 1982 wurden der Betrieb mit Ölfeuerung ganz eingestellt und ein Großteil der Maschinen auf Rostfeuerung zurückgebaut. Die ersten umgebauten Maschinen verließen das RAW noch vollständig aufgearbeitet, wurden aber nicht mehr im regulären Zugdienst eingesetzt. Später wurden sie nur noch zu Heizlokomotiven oder zu stationären Heizanlagen hergerichtet. Das BKK Geiseltal erwarb für seine Werkbahn 1982 die Exemplare 44 851 und 44 1278 und ließ sie nach Plänen des Ausbesserungswerkes Meiningen auf Kohlenstaubfeuerung umbauen. Wegen nicht fachgerechter Unterhaltung der Loks hielt ihr Einsatz allerdings nur wenige Jahre an. Der Einsatz der Heizlokomotiven bestand bis Anfang der 90er Jahre. Beim Bahnbetriebswerk Cottbus waren es die Loks mit den Nummern 44 2225, 44 1412, und 44 2546. Ein paar Heizlokomotiven erhielten ab dem 1. Januar 1992 noch die neue EDV-Baureihenbezeichnung 044. Die Lok 044 397-8 trägt die Nummer auch noch gegenwärtig. Die ÜK-Lok 44 1616 diente als Heizlok im RAW Meinigen und im Bahnbetriebswerk Bautzen.

## Verbleib

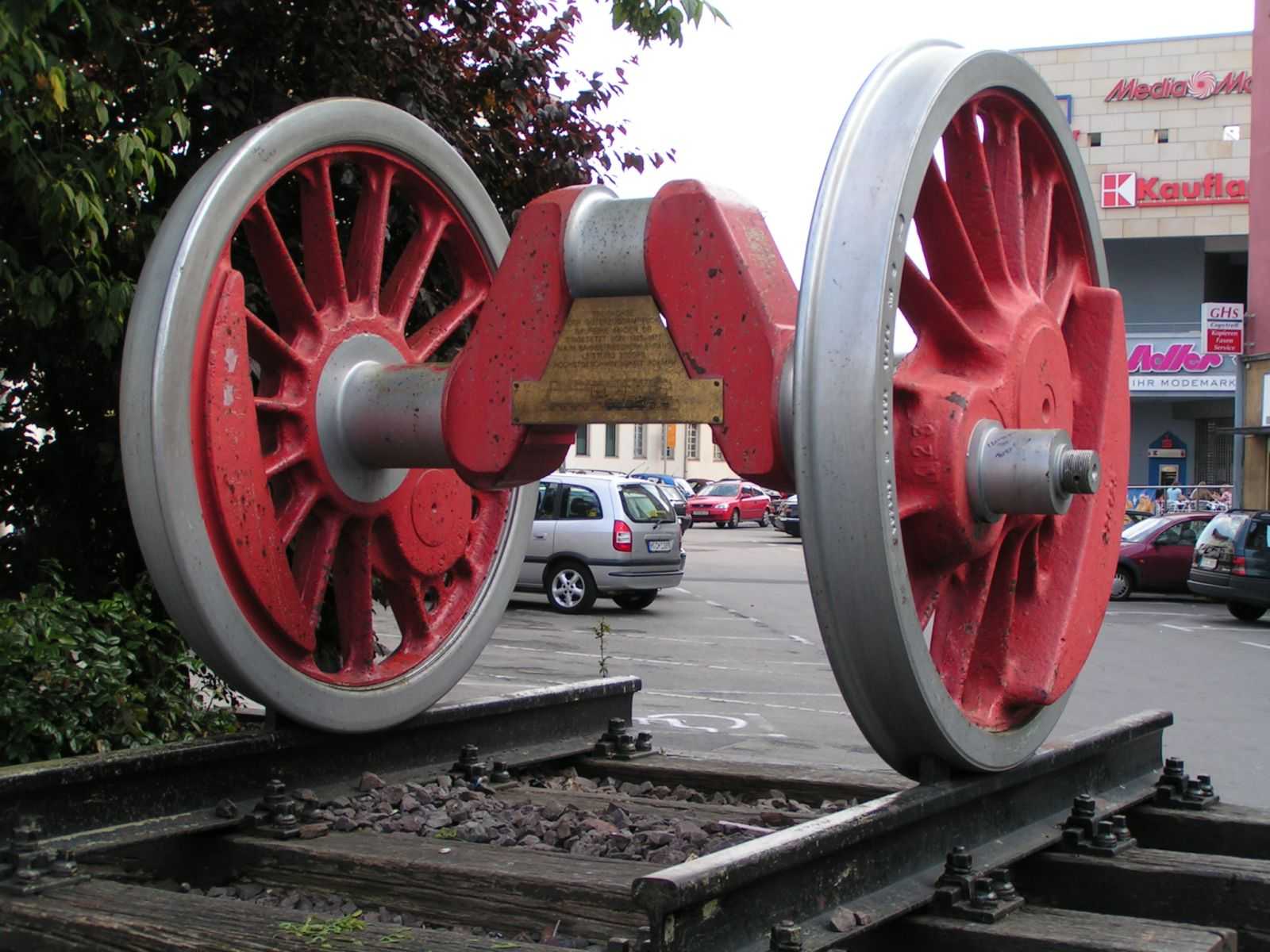
Treibradsatz der Baureihe 44 (zweiter Kuppelradsatz mit Kropfwelle). Gut erkennbar die um 120° versetzten Treibzapfen.

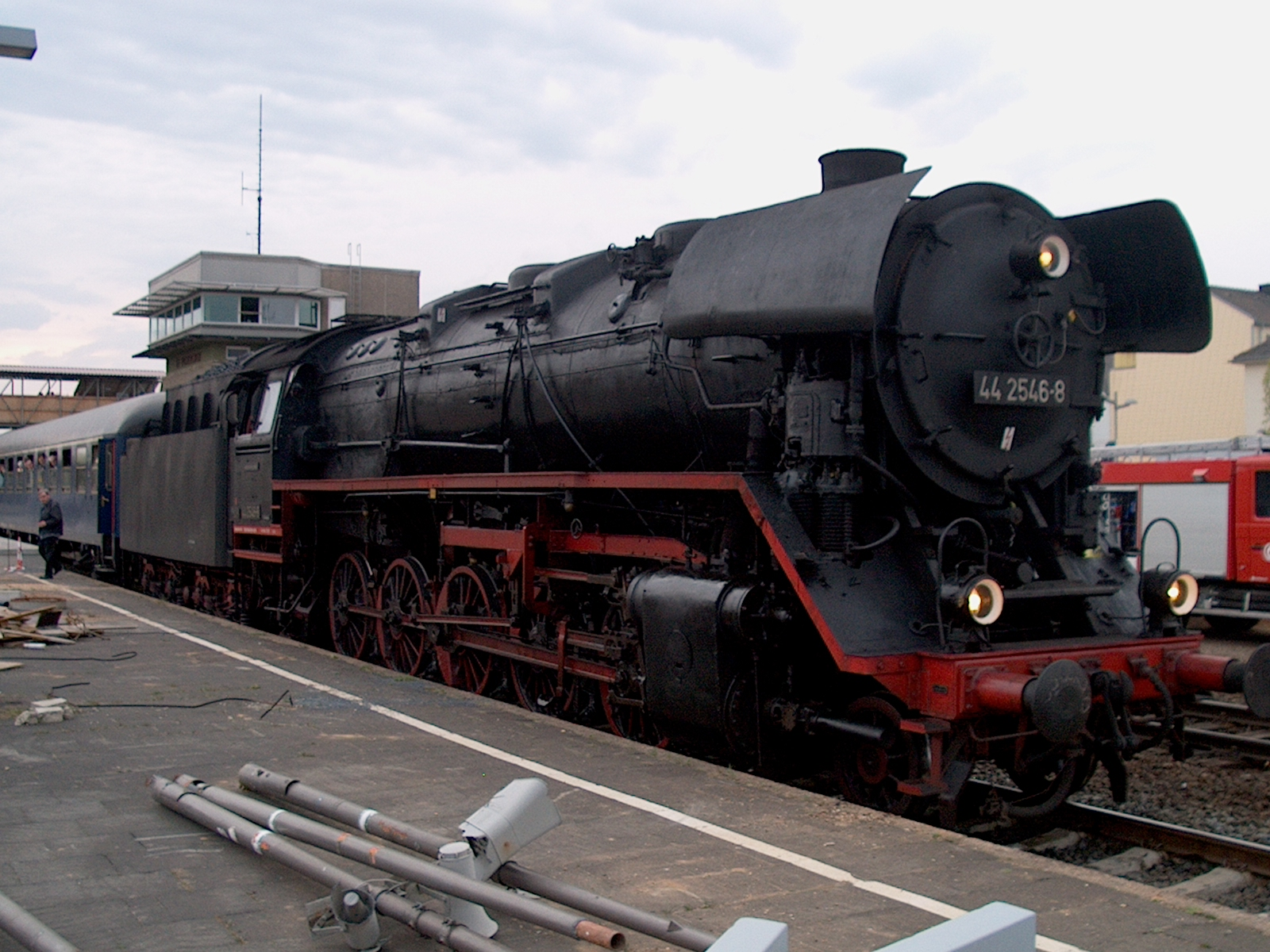
44 2546-8 (44 546) des BEM im April 2010 im Bahnhof Euskirchen

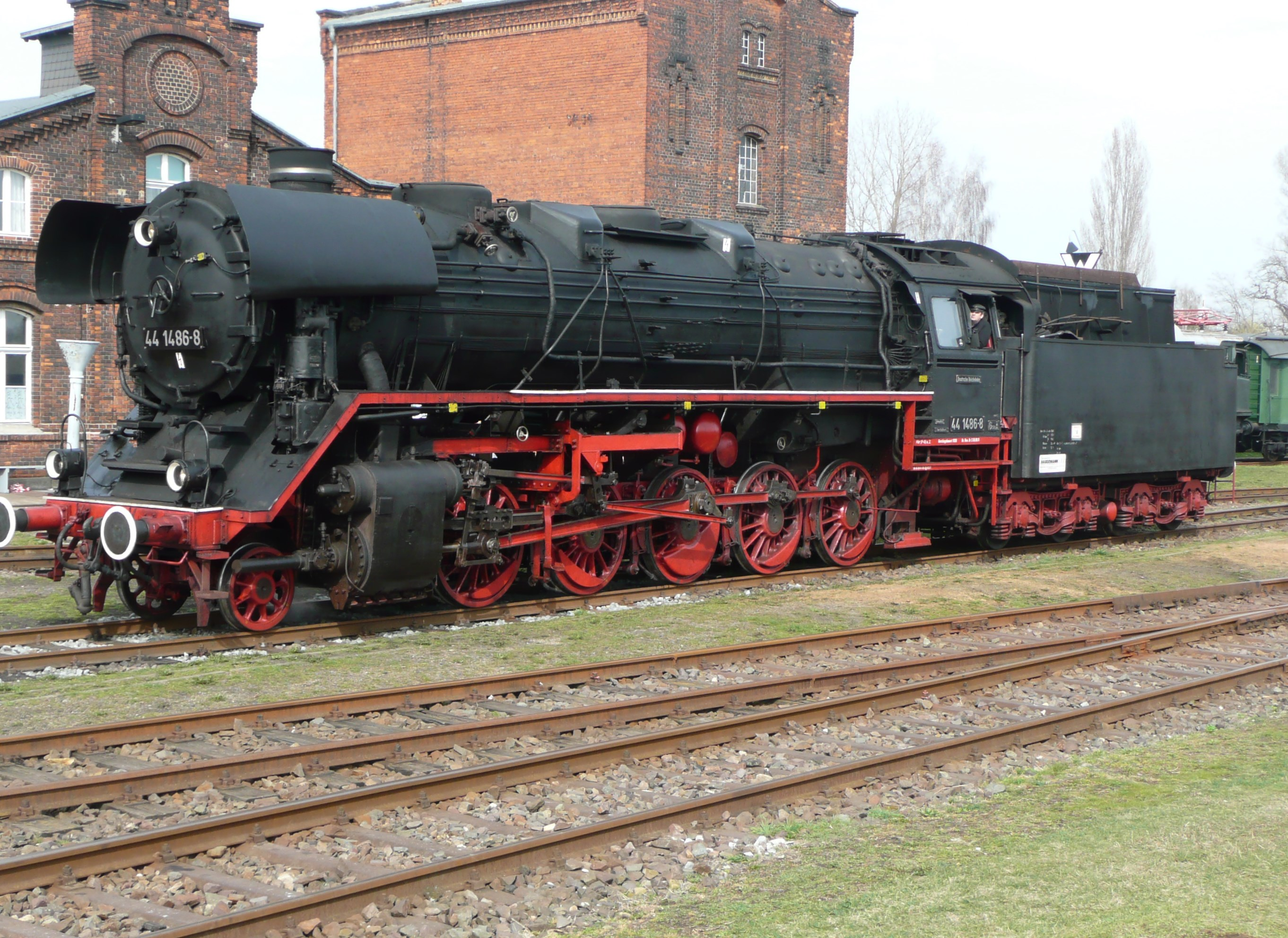
Die erhaltene 44 1486 im Traditionsbetriebswerk Staßfurt

Derzeit gibt es noch eine betriebsfähige 44er weltweit. In den Niederlanden, bei der Veluwsche Stoomtrein Maatschappij VSM in Beekbergen, ist 44 1593 betriebsfähig.
In einigen deutschen Eisenbahnmuseen können folgende nicht betriebsfähige Lokomotiven der Baureihe 44 besichtigt werden:
- 044 389-5 (ex 44 389) als Denkmallok in Altenbeken,
- 44 404 im Eisenbahnmuseum Darmstadt-Kranichstein (siehe auch Versuchslokomotive),
- 44 481 im Technik-Museum Kassel in Kassel-Rothenditmold,
- 44 508 (Eigentümer: DB Museum) in der ehemaligen Bw-Außenstelle Westerburg (Westerwald),
- 44 546 Bayerisches Eisenbahnmuseum in Nördlingen
- 44 594 Dampflokfreunde Salzwedel e. V. in Wittenberge,
- 043 903-4 (ex 44 903) als Denkmallok auf dem Bahnhofsvorplatz in Emden,
- 44 1093 (Eigentümer: DB Museum) im Bahnbetriebswerk Arnstadt,
- 043 196-5 (ex 44 1203) als Denkmallok am Bahnhof in Salzbergen
- 44 1338 im Sächsischen Eisenbahnmuseum Chemnitz-Hilbersdorf, ehemalige Heizlok,
- 044 377 (ex 44 1377) im Eisenbahnmuseum Bochum,
- 44 1558 in Gelsenkirchen-Bismarck,
- 44 1616 der UEF Ettlingen (bis 2002 Eisenbahnfreunde Zollernbahn e. V.),
- 44 1681 (Ölfeuerung) in der Eisenbahnerlebniswelt Horb am Neckar.
- 44 1378 Förderverein Bw Crailsheim e. V.

## Versuchslokomotiven
1932 und 1933 baute die Firma Henschel zwei Versuchslokomotiven mit auf 25 bar erhöhtem Kesseldruck und Vierzylinder-Verbundtriebwerk, welche ebenfalls in die Baureihe 44 eingeordnet wurden. Die beiden Maschinen, welche anfangs unter den Nummern M 01 1004 und M 01 1005, später als 44 011 und 44 012 liefen, waren zwar sehr leistungsfähig, allerdings auch reparaturanfällig. So wurde der anfängliche Kesselüberdruck von 25 bar rasch auf 16 bar reduziert.
Nach dem Zweiten Weltkrieg kam die 44 011 zur Deutschen Bundesbahn und die 44 012 zur Deutschen Reichsbahn. Die DB-Maschine wurde als Einzelgänger schon 1950 ausgemustert. Die 44 012 wurde von der FVA Halle als Bremslokomotive eingesetzt und erst 1962 ausgemustert.
Das Ausbesserungswerk Braunschweig baute 1975 in die 44 404 eine Riggenbach-Gegendruckbremse ein. Das Bundesbahn-Zentralamt in Minden setzte diese Lokomotive als Bremslok zur Erprobung neuer Elektrolokomotiven ein. 1977 wurde diese Lokomotive ausgemustert. Sie steht heute im Eisenbahnmuseum Darmstadt-Kranichstein.